# Kahle Melde
Die Kahle Melde (Atriplex glabriuscula), auch Babingtons Melde genannt,
ist eine Pflanzenart aus der Gattung der Melden (Atriplex) innerhalb der Familie der Fuchsschwanzgewächse (Amaranthaceae).

## Beschreibung

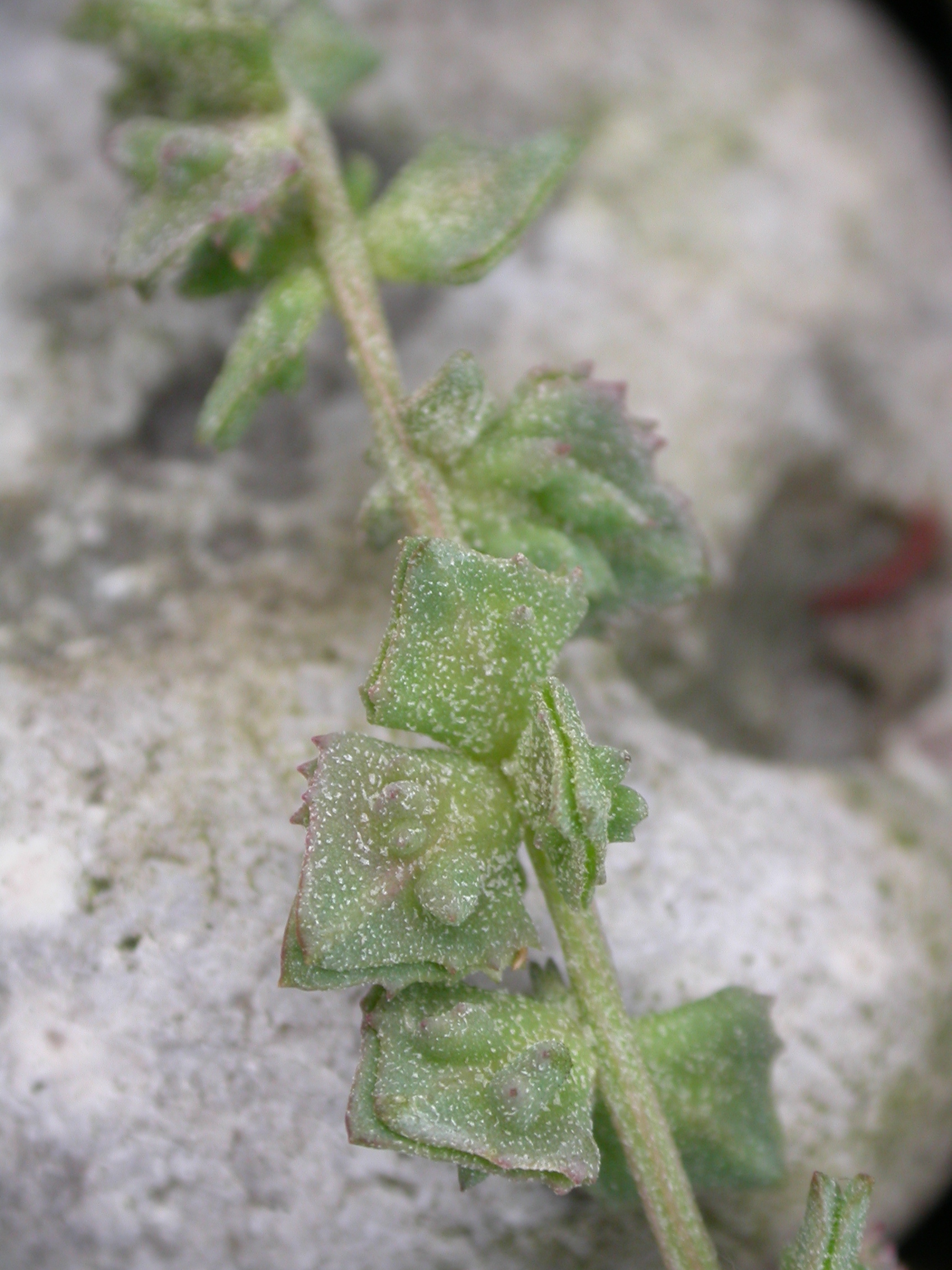
Vorblätter der weiblichen Blüten

### Vegetative Merkmale
Die Kahle Melde ist eine einjährige krautige Pflanze. Der niederliegende oder kriechende (selten aufrechte) Stängel ist verzweigt mit oft gegenständigen Zweigen und erreicht eine Länge von meist 30 bis 60 Zentimetern (10 bis 100 Zentimetern). Der grüne bis blaugrüne Stängel ist gestreift, leicht gerippt und kahl oder zerstreut mit Blasenhaaren beschuppt.
Die Laubblätter besitzen bei einer Länge von 0,5 bis 10 cm und einer Breite von 0,3 bis 8 cm eine dreieckige oder lanzen- bis spießförmige Blattspreite. Ihr Blattstiel ist 0,2 bis 2,5, selten bis zu 3,5 Zentimeter lang, der Übergang zur Blattspreite erfolgt abrupt oder schmal keilförmig. Der Blattrand ist ganzrandig oder unregelmäßig buchtig gezähnt.

### Blütenstand und Blüten
Die Blütezeit reicht von Juni bis September. Die Blüten stehen in end- oder seitenständigen, unterbrochenen, scheinährigen Blütenständen. Die grünen Blüten stehen in lockeren Knäueln in der Achsel von Tragblättern, welche fast bis zur Zweigspitze deutlich ausgebildet sind. Die Kahle Melde ist einhäusig getrenntgeschlechtig (monözisch). Männliche Blüten enthalten fünf längliche Blütenhüllblätter (Tepalen) und fünf Staubblätter. Weibliche Blüten werden umhüllt von zwei bis zur Mitte verwachsenen rhombischen Vorblättern, die ihre größte Breite in oder kurz unterhalb der Mitte haben. Blütenhüllblätter fehlen den weiblichen Blüten, sie enthalten nur einen Fruchtknoten.

### Früchte und Samen
Die Frucht bleibt von den Vorblättern umschlossen, welche an der Basis schwammig verdicken und knorpelig verhärten. Zur Fruchtzeit sind die oft rötlich bis gelbbraun oder schwarz verfärbten Vorblätter eiförmig-dreieckig bis rhombisch-dreieckig mit plötzlich zusammengezogener Spitze und werden bis 13 mm lang. Ihre Oberfläche ist unregelmäßig weichstachelig oder zeigt knötchenartige Anhängsel oder ist glatt, die Aderung ist undeutlich. Der Rand trägt einige unregelmäßige Zähne oder ist ganzrandig.
Die Frucht enthält einen Samen, der schwarz, gelbbraun und rotbraun sein kann (Heterokarpie). Die braunen Samen mit einem Durchmesser von 2,5 bis 4 mm kommen häufiger vor als die nur 1,2 bis 3 mm großen schwarzen Samen.

### Chromosomenzahl
Die Chromosomenzahl beträgt 2n = 18.

### Photosyntheseweg
Atriplex glabriuscula ist eine C3-Pflanze mit normaler Blattanatomie.

## Ökologie
Die Bestäubung erfolgt in der Regel durch den Wind, ist aber auch durch Insekten möglich.
Ein Falscher Mehltaupilz Peronospora minor lebt parasitisch auf der Kahlen Melde.

## Vorkommen und Gefährdung
Das Verbreitungsgebiet der Kahlen Melde umfasst West-, Mittel- und Nordeuropa, Island sowie das östliche Nordamerika.
Diese nordisch-atlantische Art siedelt meist an den Küsten in Salzpflanzenfluren am Spülsaum und auf Kiesstränden. Die Pflanzensoziologie nennt sie als Kennart des Verbands Salsolo-Honkenyion peploidis. Sie benötigt volle Besonnung und zeigt überschwemmten Boden mit übermäßigem Stickstoffgehalt an.
In Deutschland ist die Kahle Melde einheimisch. Während sie in Niedersachsen und Bremen nur als potentiell gefährdet gilt (Rote Liste gefährdeter Arten 4), ist sie in Schleswig-Holstein stark gefährdet (Rote Liste 2) und gilt in Mecklenburg-Vorpommern und Hamburg sogar als vom Aussterben bedroht (Rote Liste 1).

## Systematik
Die Kahle Melde (Atriplex glabriuscula) zählt innerhalb der Gattung Atriplex zur Sektion Teutliopsis Dumort..
Die Erstbeschreibung von Atriplex glabriuscula erfolgte 1845 durch Thomas Edmondston in Flora of Shetland, S. 39.
Synonyme von Atriplex glabriuscula Edmondston sind Atriplex babingtonii Woods und Atriplex patula subsp. glabriuscula (Edmondston) Hall & Clem.
Von Atriplex glabriuscula gibt es in der Flora of North America 2003 in drei Varietäten:
- Atriplex glabriuscula var. acadiensis (Taschereau) S.L.Welsh
- Atriplex glabriuscula var. glabriuscula
- Atriplex glabriuscula var. franktonii (Taschereau) S.L.Welsh

## Nutzung
Die jungen Blätter der Kahlen Melde sind gekocht essbar. Die Samen können gemahlen als Mehlzusatz verwendet werden.